# Царичино
Царичино (болг. Царичино) — село в Болгарии. Находится в Добричской области, входит в общину Балчик. Население составляет 159 человек.

## Политическая ситуация
Кмет (мэр) общины Балчик — Николай Добрев Ангелов (независимый) по результатам выборов в правление общины.